# Farid Díaz
Farid Alfonso Díaz Rhenals (Valledupar, 20 luglio 1983) è un ex calciatore colombiano, di ruolo difensore o centrocampista.

## Carriera

### Club
Ha giocato nella massima serie del campionato colombiano con varie squadre.

### Nazionale
Ha esordito con la Nazionale colombiana nel 2016.
Viene convocato per la Copa América Centenario negli Stati Uniti. Viene poi convocato il 10 giugno 2018 per il Mondiale in Russia dopo l’infortunio accorso al connazionale Frank Fabra.

## Palmares

### Club

#### Competizioni internazionali
- Copa Libertadores: 1

Atlético Nacional: 2016
- Recopa Sudamericana: 1

Atlético Nacional: 2017